# Cry-Baby (musical)
Cry-Baby é um musical baseado no filme de 1990 de John Waters de mesmo nome. O musical foi escrito por David Javerbaum e Adam Schlesinger e o libreto por Mark O'Donnell e Thomas Meehan.
O musical é focado na adolescente Allison Vernon-Williams, contando sobre a época em que finalizou seus estudos e teve seu relacionamento com o órfão Wade Walker, líder de um grupo de "vagabundos".

## Elenco
- James Snyder - Wade "Cry-Baby" Walker
- Elizabeth Stanley - Allison Vernon-Williams
- Harriet Harris - Sra. Vernon-Williams
- Chester Gregory II - Dupree
- Christopher J. Hanke - Baldwin
- Carly Jibson - Pepper Walker
- Lacey Kohl - Wanda Woodward
- Alli Mauzey - Lenora
- Richard Poe - Judge Stone

## Números musicais
Ato I
- "The Anti-Polio Picnic"
- "Watch Your Ass"
- "I'm Infected"
- "Squeaky Clean"
- "Nobody Gets Me"
- "Nobody Gets Me (reprise)"
- "Jukebox Jamboree"
- "A Whole Lot Worse"
- "Screw Loose"
- "Baby Baby Baby Baby Baby (Baby Baby)"
- "Girl, Can I Kiss You...?"
- "I'm Infected (Reprise)"
- "You Can't Beat the System"

Ato II
- "Misery, Agony, Helplessness, Hopelessness, Heartache and Woe"
- "All in My Head"
- "Jailyard Jubilee"
- "A Little Upset"
- "I Did Something Wrong...Once"
- "Thanks for the Nifty Country!"
- "This Amazing Offer"
- "Do That Again"
- "Nothing Bad's Ever Gonna Happen Again"